# 후쿠다 리키
후쿠다 리키(일본어: 福田 力 ふくだ りき[*], 1981년 1월 6일 ~ )는 일본의 종합격투기 선수로 대한민국의 종합격투기 단체 로드 FC의 전 미들급 챔피언이다.

## 내력
초등학교 및 중학교 시절 검도를 배웠다. 고등학교에 올라가서는 레슬링 선수로 활동하였고, 대학교 4학년 때 전일본 학생 선수권 자유형 96 kg 급에서 2위를 하였다.
2003년 대학을 졸업하며 죠슈 리키의 WJ 프로레슬링에 연습생으로 입단하였다. 같은 해 6월 데뷔전을 가지게 되었지만 연기가 되었고 이후 또 한번 연기가 되면서 실망감으로 결국 WJ 프로레슬링에서 탈퇴했다. 이후 종합격투기 선수로서의 꿈을 안고 대학 시절의 동료 야마모토 '키드' 노리후미, 야마모토 아츠시가 소속되어 있는 퓨어브레드 도쿄(킬러 비)에서 훈련을 하게 된다.
2004년 4월 16일 하와이에서 개최된 슈퍼브롤 35에서 프로 데뷔하였지만 판정패 한다. 하지만 그해 9월 제 11회 전 일본 아마추어 슈토 선수권 대회에 출전, 크루저 급 토너먼트에서 우승을 차지하였고 2005년 1월 프로 슈토 데뷔전에서도 판정승을 거둔다. 이후 판크라스, 엘리트XC 등에서 활동하면서 전적을 쌓게 된다.
2007년 10월 그라바카로 이적하며 딥으로 옮겨 활동하게 된다. 2009년 6월 나카니시 유이치에게 도전하여 승리, 미들급 챔피언에 올랐고 2010년 8월 사쿠라이 류타를 상대로 첫 방어전에 성공한 뒤 UFC에 입성한다. UFC에서 승패를 반복하며 옥타곤에 적응해갔지만 브래드 타바레스에 패한 뒤 약물검사에서 금지약물 사용이 적발되어 UFC에서 방출된다. 본인은 경기전 복용했던 감기약 때문이라고 해명하였다.
2014년 7월 대한민국의 로드 FC에 입성한다. 김희승, 윤동식, 이둘희를 연이어 꺾으며 무적으로 군림하였고 2015년 7월 25일 일본에서 열린 ROAD FC 024 대회에서 대한민국의 전어진을 1라운드 파운딩 TKO로 꺽으며 미들급 챔피언에 올랐다. 그러나 2016년 1월 31일 ROAD FC 028 대회에서 차정환에게 TKO패를 당하며 타이틀을 상실했다.

## 총 전적

### 프로 종합격투기 전적
| 프로 종합격투기 전적 | 프로 종합격투기 전적 | 프로 종합격투기 전적 | 프로 종합격투기 전적 | 프로 종합격투기 전적 | 프로 종합격투기 전적 | 프로 종합격투기 전적 | 프로 종합격투기 전적 |
| -------------------- | -------------------- | -------------------- | -------------------- | -------------------- | -------------------- | -------------------- | -------------------- |
| 32 시합              | (T)KO                | 항복                 | 판정                 | 실격                 | 그 밖                | 비김                 | 무효                 |
| 23 승                | 11                   | 1                    | 11                   | 0                    | 0                    | 0                    | 1                    |
| 8 패                 | 2                    | 0                    | 6                    | 0                    | 0                    | 0                    | 1                    |

| 승패 | 경기일자         | 대회                                       | 장소                                     | 상대              | 내용                       | 비고                               |
| ---- | ---------------- | ------------------------------------------ | ---------------------------------------- | ----------------- | -------------------------- | ---------------------------------- |
| 패   | 2016년 1월 31일  | Road FC 028                                | 대한민국 서울 장충체육관                 | 차정환            | 2R TKO(펀치&파운딩)        | 미들급 타이틀 매치 : 1차 방어전    |
| 승   | 2015년 7월 25일  | Road FC 024                                | 일본 도쿄 아리아케 콜로세움              | 전어진            | 1R TKO(파운딩)             | 미들급 타이틀 매치 : 챔피언 결정전 |
| 승   | 2015년 3월 21일  | Road FC 022                                | 대한민국 서울 장충체육관                 | 이둘희            | 2R TKO(파운딩)             | 미들급 매치                        |
| 무효 | 2014년 11월 9일  | Road FC 019                                | 대한민국 구미 박정희체육관               | 이둘희            | 2R 경기 진행 불가 (로블로) | 미들급 매치                        |
| 승   | 2014년 7월 26일  | Road FC 016                                | 대한민국 서울 장충체육관                 | 윤동식            | 1R TKO(파운딩)             | 미들급 매치                        |
| 승   | 2014년 1월 18일  | Road FC: Korea 1                           | 대한민국 서울 그랜드힐튼호텔 컨벤션센터  | 김희승            | 2R TKO(파운딩)             | 미들급 매치                        |
| 패   | 2013년 3월 3일   | UFC on Fuel TV: Silva vs. Stann            | 일본 사이타마 슈퍼 아레나                | 브래드 타바레스   | 3R 만장일치 판정           | 미들급 매치                        |
| 승   | 2012년 11월 10일 | UFC on Fuel TV: Franklin vs. Le            | 중국 마카오 코타이 아레나                | 톰 데브라스       | 3R 만장일치 판정           | 미들급 매치                        |
| 패   | 2012년 7월 7일   | UFC 148                                    | 미국 라스베이거스 MGM 그랜드 가든 아레나 | 코스타 필리포     | 3R 만장일치 판정           | 미들급 매치                        |
| 승   | 2012년 2월 26일  | UFC 144                                    | 일본 사이타마 슈퍼 아레나                | 스티브 캔트웰     | 3R 만장일치 판정           | 미들급 매치                        |
| 패   | 2011년 2월 27일  | UFC 127                                    | 호주 시드니 에이서 아레나                | 닉 링             | 3R 만장일치 판정           | 미들급 매치                        |
| 승   | 2010년 8월 27일  | Deep 49: Impact                            | 일본 도쿄 고라쿠엔 홀                    | 사쿠라이 류타     | 2R TKO (니킥)              | 미들급 타이틀 매치 : 1차 방어전    |
| 승   | 2010년 2월 28일  | Deep 46: Impact                            | 일본 도쿄 고라쿠엔 홀                    | 카네하라 히로미츠 | 3R 만장일치 판정           | 미들급 매치                        |
| 승   | 2009년 6월 30일  | Deep: 42 Impact                            | 일본 도쿄 고라쿠엔 홀                    | 나카니시 유이치   | 3R 만장일치 판정           | 미들급 타이틀 매치                 |
| 승   | 2009년 4월 5일   | Dream 8                                    | 일본 나고야 가이시 홀                    | 무릴로 닌자       | 2R 만장일치 판정           | 미들급 매치                        |
| 승   | 2009년 2월 20일  | Deep: 40 Impact                            | 일본 도쿄 고라쿠엔 홀                    | 사쿠라이 류타     | 1R TKO(파운딩)             | 미들급 타이틀 도전자 결정전        |
| 승   | 2008년 10월 23일 | Deep: 38 Impact                            | 일본 도쿄 고라쿠엔 홀                    | 제이슨 존스       | 2R 만장일치 판정           | 미들급 매치                        |
| 승   | 2008년 8월 17일  | Deep: 37 Impact                            | 일본 도쿄 고라쿠엔 홀                    | 오자키 히로키     | 2R 만장일치 판정           | 미들급 매치                        |
| 패   | 2008년 5월 19일  | Deep: 35 Impact                            | 일본 도쿄 고라쿠엔 홀                    | 나카니시 유이치   | 2R 만장일치 판정           | 미들급 토너먼트 챔피언 결정전      |
| 승   | 2008년 5월 19일  | Deep: 35 Impact                            | 일본 도쿄 고라쿠엔 홀                    | 시라이 유야       | 2R 불일치 판정             | 미들급 토너먼트 챔피언 4강전       |
| 승   | 2008년 2월 22일  | Deep: 34 Impact                            | 일본 도쿄 고라쿠엔 홀                    | 사쿠라이 류타     | 3R 만장일치 판정           | 미들급 토너먼트 챔피언 8강전       |
| 패   | 2007년 9월 15일  | EliteXC: Uprising                          | 미국 호놀룰루 닐S블라이스델 아레나       | 조이 빌라세뇰     | 3R 불일치 판정             | 미들급 매치                        |
| 승   | 2007년 7월 27일  | Pancrase: 2007 Neo-Blood Tournament Finals | 일본 도쿄 고라쿠엔 홀                    | 사토 히카루       | 1R TKO(파운딩)             | 미들급 매치                        |
| 승   | 2007년 9월 15일  | EliteXC Destiny                            | 미국 사우스에이븐 데소토 시빅센터        | 크리스 게이츠     | 1R 서브미션(펀치)          | 미들급 매치                        |
| 승   | 2006년 7월 28일  | Pancrase: 2006 Neo-Blood Tournament Finals | 일본 도쿄 고라쿠엔 홀                    | 사쿠라기 유지     | 2R 만장일치 판정           | 미들급 매치                        |
| 승   | 2006년 4월 4일   | GCM: D.O.G. 5                              | 일본 도쿄 디퍼 아리아케                  | 마에다 케이타로   | 1R TKO(파운딩)             | 미들급 매치                        |
| 패   | 2006년 1월 26일  | Pancrase: Blow 1                           | 일본 도쿄 고라쿠엔 홀                    | 우리타 코조       | 1R KO(펀치)                | 미들급 매치                        |
| 승   | 2005년 11월 4일  | Pancrase: Spiral 9                         | 일본 도쿄 고라쿠엔 홀                    | 나카무라 유타     | 1R TKO(파운딩)             | 미들급 매치                        |
| 승   | 2005년 7월 29일  | K-1: World Grand Prix Hawaii               | 미국 하와이 알로하 스타디움              | 브랜던 볼프       | 2R TKO(파운딩)             | 미들급 매치                        |
| 승   | 2005년 6월 11일  | GCM: D.O.G. 2                              | 일본 도쿄 디퍼 아리아케                  | 올레그 바자예브   | 1R KO(펀치)                | 미들급 매치                        |
| 승   | 2005년 1월 29일  | Shooto: 1/29 in Korakuen Hall              | 일본 도쿄 고라쿠엔 홀                    | 이노우에 마사야   | 2R 만장일치 판정           | 미들급 매치                        |
| 패   | 2004년 4월 16일  | SuperBrawl 35                              | 미국 호놀룰루 닐S블라이스델 아레나       | 조 덕슨           | 3R 만장일치 판정           | 미들급 매치                        |